# ناداف گیدج
ناداو گیدج (عبری: נדב גדג'؛ زادهٔ ۲ نوامبر ۱۹۹۸) خواننده اهل اسرائیل است. او نماینده کشور اسرائیل در مسابقه آواز یوروویژن ۲۰۱۵ بود.
او از فرانسوی‌های الجزایری-یهودی‌تبار مهاجرت کرده به اسرائیل است.